# Franc monegasc
Franc monegasc a fost unitatea monetară oficială a Principatului Monaco.